# Войташек, Эмиль
Эми́ль Ян Войта́шек (пол. Emil Jan Wojtaszek; 22 августа 1927, Краков — 17 июня 2017, Варшава) — польский государственный деятель, дипломат. Министр иностранных дел ПНР в 1976–1980 годах.

## Биография
В 1929–1944 годах жил во Франции, работал шахтёром (с 1941). Принял активное участие в местном движении Сопротивления. Был арестован и с 1944 по 1945 год находился в заключении в нацистском концлагере Дахау. После освобождения в конце войны, будучи членом Французской коммунистической партии, до 1950 года оставался во Франции. С 1946 года был руководителем Союза польских харцеров во Франции. С того же 1946 – член Польской рабочей партии (ПРП), с 1948 – Польской объединенной рабочей партии (ПОРП).
После возвращения в 1950 году был активистом Союза польской молодёжи, старшим инструктором Союза польских харцеров. В 1952–1953 годах был представителем СПМ во Всемирной федерации демократической молодежи в Будапеште.
Окончил экономический факультет Высшей школы общественных наук при ЦК ПОРП (учился в 1955–1958). С 1958 по 1965 год был заместителем директора Международного института мира при Всемирном совете мира в Вене, в 1965–1968 годах – секретарём Национального комитета мира в Варшаве. В 1968–1972 годах — сотрудник зарубежного отдела ЦК ПОРП (до 1971 – старший инструктор, затем – заместитель заведующего). С 1971 года член Центральной комиссии партийного контроля. В декабре 1975 – декабре 1976 годах – кандидат в члены, в 1976–1981 годах – член ЦК ПОРП. С февраля 1980 по апрель 1981 года – кандидат в члены политбюро ЦК, с августа 1980 по апрель 1981 года – секретарь ЦК ПОРП.
В 1972 году стал заместителем государственного секретаря министерства иностранных дел ПНР. В 1972–1976 годах посол ПНР во Франции, в 1981–1984 годах – в Италии и на Мальте (по совместительству).
С марта по декабрь 1976 года министр администрации, землеустройства и охраны окружающей среды, а затем, до августа 1980 года, министр иностранных дел в правительствах Петра Ярошевича и Эдварда Бабюха.
В 1980–1982 годах был депутатом Сейма ПНР 8-го созыва. В 1974–1990 годах член Высшего Совета Союза борцов за свободу и демократию.
Умер 17 июня 2017 года и был похоронен на Воинском кладбище в Повонзках.